# 猪经大全
《猪经大全》是一部清代中兽医古籍。《猪经大全》是现存的中兽医学古籍中唯一论治猪病的著作。
《猪经大全》于清代在贵州、四川民间流传。1956年，贵州遵义市枫香区中兽医诊所的兽医彭遂才献出该书。后来陆续发现《增补猪经大全》和珍藏本。1960年，经过贵州省兽医实验室整理点校后，以手抄本形式于影印出版，于船为该书作序。《猪经大全》现存有壬辰、辛戌、丙申三种木刻印刷本。
《猪经大全》作者和成书年代均不详，书中列有48种猪病，每一症下方均有患病猪的图片。